# Coelichneumonops solutus
Coelichneumonops solutus är en stekelart som först beskrevs av Holmgren 1864.  Coelichneumonops solutus ingår i släktet Coelichneumonops och familjen brokparasitsteklar. Arten är reproducerande i Sverige. Inga underarter finns listade i Catalogue of Life.